# This War of Mine

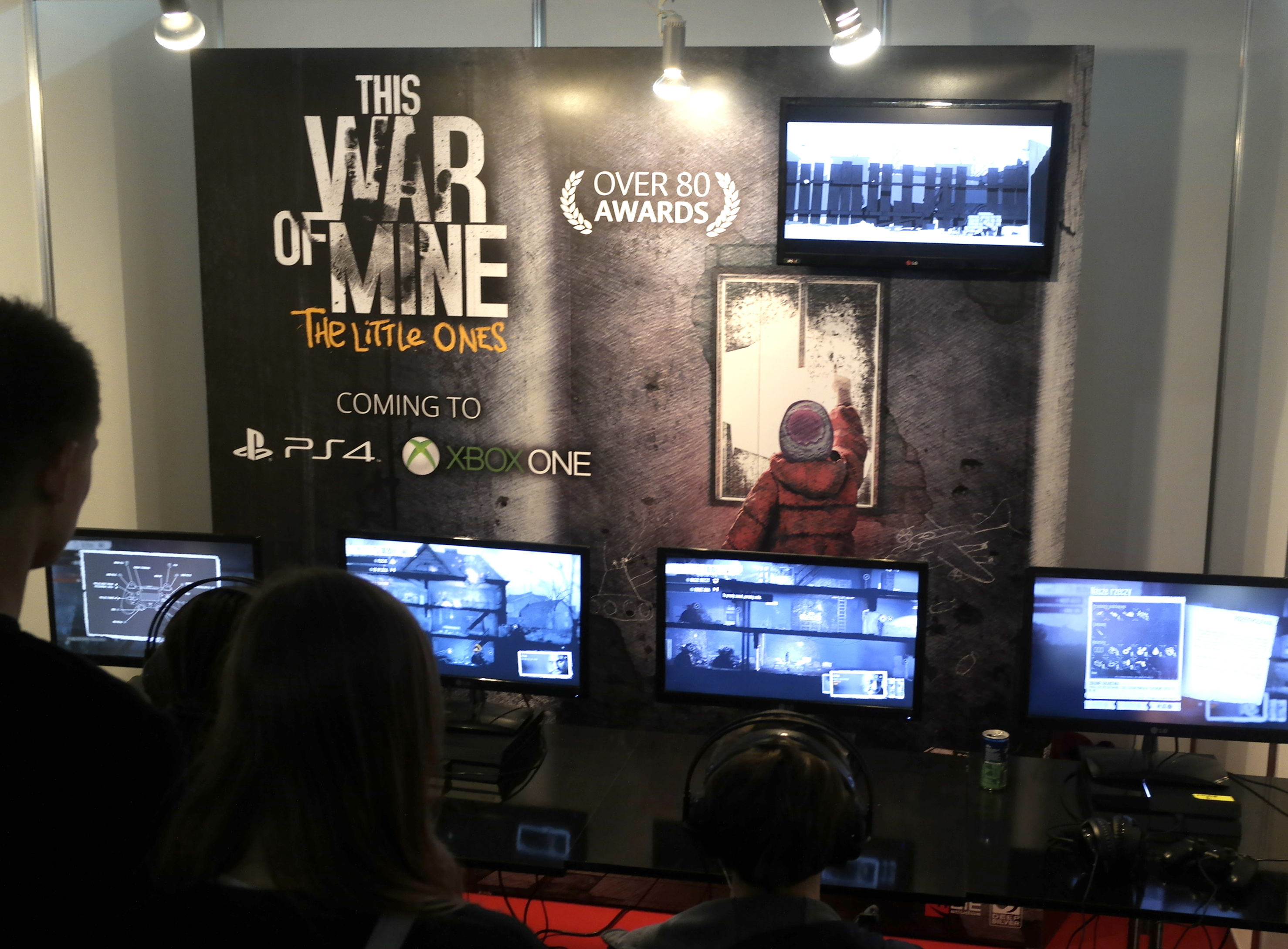
Exposição em pl:Poznań Game Arena 2015

This War of Mine é um jogo de 2014 de sobrevivência no meio de uma guerra desenvolvido por 11 bit studios. O jogo, que foi inspirado pelo Cerco de Sarajevo durante a Guerra da Bósnia de 1992 até 1996, difere-se dos demais jogos do estilo pelo fato do foco e da jogabilidade serem voltados a civis, e não militares. This War of Mine foi lançado para Microsoft Windows, OS X e Linux sistemas operacionais em Novembro de 2014. A versões para Android e iOS só foram liberadas em 14 de julho de 2015.
O Jogo é uma perspectiva diferente da guerra onde o jogador controla os Civis que ficaram presos em uma casa e tem que sobreviver saindo a noite e pegando suprimentos, o jogador pode utilizar o Stealth e pegar suprimentos sem ser visto ou usar uma arma e matar todos no local, estas ações podem dar consequências no jogo como um personagem ir embora por não querer ser um assassino ou ele entrar em depressão severa por meses.

## Personagens
Os personagens são 12 e cada um tem sua história individual.
Anton: Ele era um professor de matemática antes da guerra. Durante a guerra a universidade onde ele trabalha foi destruída e o mesmo teve que se esconder com seus alunos no porão. Muitos alunos foram mortos por snipers ou tentando achar um abrigo, aparentemente ele é o único que sobreviveu.
Arica: Ela era uma garota que vivia numa vizinhança antes da guerra. Diferente dos outros personagens que veem de Pogoren como cidade natal, ela veio da capital fugindo dos assassinos. Ela vivia com seu pai alcoólatra e abusivo depois que sua mãe morreu. Seu pai morreu depois do inicio da guerra e ela se tornou uma ladra e fumante.
Boris: Ele trabalhava em um armazém carregando caixas, e possui grande força. Durante a guerra, seu bairro foi bombardeado e por causa de um objeto que no jogo não é descrito com clareza, ele quebrou seu pé. Ele tem uma esposa e um filho já falecidos (Ana e Luka). Sua esposa morreu quando estava escavando seu pé para fora dos escombros, morta por um sniper, e a morte de seu filho não foi especificada.
Bruno: Ele era um chefe de cozinha antes da guerra. Ele tinha um restaurante e era famoso por conta de seu programa de TV chamado "Bruno´s Cuisine". Ele viveu em uma cidade nos arredores de Pogoren. Um dia recebeu um telefonema de sua melhor amiga que dizia a ele estar preocupada, pois dois homens estavam lutando na rua. Bruno a acalmou e disse que tudo ficaria bem, mas esses homens eram descritos como Rebeldes. Depois de alguns dias ele viu no noticiário que muitas brigas estavam ocorrendo entre pessoas no bairro onde ele e sua amiga moravam. Percebendo que seu bairro estava sendo atacado e sua amiga em perigo ele pegou um ônibus e foi o mais rápido para lá, mas ele demorou muito e viu que os pontos de ônibus não estavam mais funcionando devido a guerra, então ele busca desde então um modo de achar sua amiga sozinho na guerra. Ele é descrito como Sociopata pelos jogadores por não sentir remorso quando mata ou rouba alguém.
Katia: É a negociadora. Cresceu na cidade (Pogoren), mas foi para o exterior estudar e começar a trabalhar como repórter, onde ficou vários anos. Quando os problemas de seu país natal se transformaram em uma guerra, foi escolhida para escrever relatórios sobre ela. Queria rever seus pais no início da guerra, mas já era tarde demais - encontrou a casa em ruínas, e sua família tinha desaparecido. Desde então procura por eles.
Pavle: Ex-jogador de futebol. Antes da guerra, vivia com mulher e filho na melhor parte da cidade. Desde então não os viu mais. Segundo ele mesmo: "quem precisa de jogadores de futebol durante uma guerra? Ninguém se preocupa com esportes quando todos os dias poderia ser seu último."
Marko: Era um bombeiro. Se casou com uma vítima de um incêndio que ele resgatou (Alina). Tiveram duas filhas, mas no início da guerra as 3 fugiram e ele decidiu não abandonar o corpo de bombeiros naqueles tempos difíceis. Quando tentou ir atrás delas, não conseguiu mais deixar a cidade. Perdeu o contato com a família.
Marin: Marceneiro. Na casa, é considerado um "faz-tudo". Tinha uma oficina onde consertava qualquer coisa, mas se recusou a fazer umas peças de arrombamento. Mais tarde, sua casa foi explodida por um coquetel Molotov, e sua esposa morreu. Eventualmente, no jogo, pode entrar em depressão e fugir da casa roubando alguns itens.
Os outros personagens são: Cveta (ex-curadora de crianças), Zlata (ex-musicista), Emilia (ex-advogada) e Roman (ex-combatente).
- Wikinotícias